# 久川綾
久川 綾（ひさかわ あや、1968年11月12日 - ）は、日本の女性声優、歌手。大阪府貝塚市出身。青二プロダクション所属。

## 経歴

### 生い立ち
大阪府貝塚市の私鉄水間鉄道沿線で金物店を営む両親の元に誕生。小学1、2年生の頃にテレビで『さらば宇宙戦艦ヤマト』を見て声優を志す。声優になるため上京していた頃は、アパートにヤマトのプラモデルを飾り、毎日それを励みに頑張っていたようであったという。中学卒業後は羽衣学園高等学校に入学。中学と高校では卓球部に所属し、いずれもキャプテンを務めた。高校時代に声優の勉強のために放送部を掛け持ちしていた。
高校在学時に通信制を利用して勝田声優学院のレッスンを受けていた。高校時代は『オールナイトニッポン』や『MBSヤングタウン』の熱心なリスナーであり、受験勉強をあまりせずにラジオを聴いていた。ラジオパーソナリティとしての原点はある意味ではこの時のリスナーとしての経験にある。『さらば宇宙戦艦ヤマト』のエンディングのテロップに「協力：青二プロダクション」と出ていたことから「青二に入ればいいんだ」と思い、勝田久の『声優への道』で「然るべき養成所を出たらプロダクションに入れる」という可能性を知って高校卒業後に上京し、養成所である青二塾東京校に1部8期生として入学。『宇宙戦艦ヤマト』がなければ、久川は声優になっていなかったといい、真田志郎役の青野武に久川は「あの時のあのセリフで声優を目指しました！」と言っていたこともあったという。1年で卒業し、青二プロダクションにジュニアとして仮所属となる。更に2年後には緑川光、遠藤みやこ、小山裕香らと共に準所属となった。

### キャリア
『ジム・ヘンソンのストーリーテラー』ではリディア役で日本語吹き替えデビューを担当していた。また、『キテレツ大百科』のエキストラ（少女A）役でデビュー。その後、『戦え!超ロボット生命体 トランスフォーマーV』のボーダー役で初の準レギュラー。『新ビックリマン』のプッチー役で初レギュラーとなるが、セリフが「プッチー」のみというキャラクターだった。また、同年に『魔法使いサリー（1989年版）』で春日野すみれ役を担当。翌1990年には、『RPG伝説ヘポイ』のミーヤ・ミーヤ役でメインヒロインを、OVA『魔物ハンター妖子』の妖子役で主人公を、それぞれ初めて担当した。1990年にはこのほか、赤塚不二夫原作のアニメ『もーれつア太郎』のレギュラーキャラクターであるモモコに声をあてている。同年にはOVA『気ままにアイドル』の夏樹役で初主役を果たしている。
1992年から1997年にかけてテレビ朝日系列にて放送された『美少女戦士セーラームーン』シリーズにおいて、水野亜美 / セーラーマーキュリー役を担当。オーディションでは月野うさぎ役で受けていた。
1993年のOVA『ああっ女神さまっ』のスクルド役、1994年のテレビアニメ『ママレード・ボーイ』（朝日放送〈現：朝日放送テレビ〉）の鈴木亜梨実役などを担当。歌手活動やラジオパーソナリティなども行う。1994年、『まっ昼ま王!!・濡れてにアワー!!』に『美少女戦士セーラームーン』としてメイン担当声優全員で出場を果たした。
1997年には『少女革命ウテナ』の薫幹役で少年役を担当し、『爆転シュート ベイブレード』の金李役、『フルーツバスケット』の草摩由希役など、少年役も担当するようになっていった。
2005年、アニメ吹き替え『スター・ウォーズ ドロイドの大冒険』のオーレン・ヨム役で少女役として担当するようになった。

### 現在まで
2013年、久川自身が声優になるきっかけとなった『宇宙戦艦ヤマト』のリメイク作『宇宙戦艦ヤマト2199』で新見薫役として声をあてる。
2018年より、2017年11月16日に死去した鶴ひろみから『ドラゴンボール』シリーズのブルマ役を引き継ぐ。オーディションテープを聴いた原作者の鳥山明から指名されて決定した。久川は鶴から託されたと感じたという。共演者からも「誰からも文句の言いようがない決定」と語られた。

## 特色
音域はE - G。方言は泉州（岸和田・貝塚・河内）弁。
デビューより清楚だが芯がある女性を数多く演じてきた。役の幅は広く1990年代後半からは、主人公のライバル、快活な女性、男性キャラクターのレギュラーも多く演じている。
歌手として人前に出るのが恥ずかしいため、イベントなどでは着ぐるみを着て誤魔化していた。そのため"着ぐるみ声優"という異名を取る。歌手活動を始めたばかりの頃のイベントでは緊張しすぎて歌詞が飛ぶことがままあったが、逃げるように着ぐるみでイベントに出演したら受けたのでそのまま着ぐるみを着るようになった。
久川は声優を志望したばかりの頃、声優が歌もラジオもグラビアもこなさなければならないという認識はなかった。そもそも人前に顔を出すのが嫌で、声優のマイクの前で演じられるという仕事の性質に魅力を感じていた。『新ビックリマン』のオリン姫のキャラソンを歌うことが決まった際には、キャラソンという言葉自体をあまり理解していなかった。
1990年代の声優は演じているキャラクターを背負っていて「イメージを壊さないでください」という風潮があったが、「声優はいろんなキャラクターを演じているから、キャラクターはあくまで演じたもののひとつ。本人のパーソナルが存在するんだよ」という葛藤があり、「正直な自分をさらけ出したい」という気持ちから下ネタや青少年や女子の性の悩みに答えるなどして『久川綾のSHINY NIGHT』では素の自分を出した。当時演じていた『美少女戦士セーラームーン』で水野亜美が天才キャラであったことから「それを演じている声優なら、レースカーテンの窓辺でツルゲーネフの『窓辺』でも読んでなさい」といった声やカミソリ入りで「パーソナルは出すな！」「キャラクターのイメージをブチ壊すな！」といったお便りが事務所に届いていた。

## 人物
資格・免許は動物介護士、愛玩動物飼養管理士（ペットアドバイザー）2級、ジュニア野菜のソムリエ、弓道弐段、アクティブスリープ指導士（ベーシック）、冷凍生活アドバイザー、温泉ソムリエ、動物介護ホーム施設責任者。
趣味は犬と温泉めぐりドライブ、犬猫里親会ボランティア。特技は飼い主に対するしつけの相談、モラル向上のアドバイス、犬と泊まれる旅館・ホテルの宿泊及び運営アドバイザー。
『美少女戦士セーラームーン』の声優を担当していた頃、失恋したことをきっかけに教習所に通って免許を取得した。失恋を知った父は心配して自身の車をプレゼントした。
滝口順平を尊敬していた。

### エピソード
若手時代のある時ラジオパーソナリティーを務めていたら、自分のことを誰だか知らずにリスナーになっていた自動車運転手から「久川さんはインディーズ声優ですか？」と素性を見抜かれた。
久川本人は覚えていない様子だが『久川綾のSHINY NIGHT』内の発言によって「大きなお友達」という言い回しを広めた人物とも言われている。2017年のインタビューではその場のノリで言ったと振り返っている。
自身初のソロアルバム『AYA〜時間を紡いで〜』のリリースに関しては、最初は本人が自信が無かったため拒否していたが、制作会社の関係者と会ってその人たちから全面バックアップすることを約束されて実行に立った。実行に至った理由としては他に「ここで歌をやっておけば、歌手の役が来た時に気持ちがわかる」という考えもある。後に作詞・作曲を行い、エッセイや写真集を出したのも同様の理由による。
『ああっ女神さまっ』のスクルド役は歌のオーディションで決まった。歌う歌は何でもよかったので斉藤由貴の『MAY』を歌ったが、ポニーキャニオンの須賀正人プロデューサーがポニーキャニオンの社員に聞かせると、社員たちは「14歳くらい？」と言ったので、須賀は久川を合格にしたという。
『電脳戦隊ヴギィ'ズ★エンジェル』では主人公のヴギィ役を演じていたが、ヴギィは男の子的な喋りであり、久川は男の子役を演じたかったこともあり、願ってもない役だったという。
『セーラームーン』に出演していたことから、講談社から毎月『なかよし』が送られており、『カードキャプターさくら』を読んで「このケロちゃんって、かわいいな」と思っていた。「亜美ちゃんしかできないと思われるのは嫌で、悪女や男の子もやりたい。ケロちゃんみたいな丸い顔をして関西弁のオッサンみたいなキャラクターもやれたら嬉しい」と思っていたところ、ある号の『なかよし』に「カードキャプターさくら アニメ化決定！」と出ており、事務所で『セーラームーン』を担当していたマネージャーが『カードキャプターさくら』の担当と分かり、「このケロちゃんのオーディションを受ける人は決まってるんですか？」と聞いたところ「決まっているよ」と返され、「私も受けられませんか？」とお願いした。当時250人ほど声優がおり、他の役者が受けようとして収拾がつかなくなるため割り込みは本来ならルール違反であったが、特別に参加者としてねじ込んでもらった。
『ハートキャッチプリキュア!』では月影ゆり / キュアムーンライト役を担当。女児・少女向けアニメの戦うヒロインを演じるのは水野亜美役以来で、演じたことについて「いつの時代も子供達の憧れの的戦う美少女を演じられて本当に幸せでした」「大きな作品に巡り会えるのって、人生で一度あるかないかだと思っていたので、まさか再び戦う美少女を演じられるなんて夢にも思いませんでした。本当に幸せで、役者冥利に尽きます」と語っている。

### 交友関係
冬馬由美と井上喜久子は本人にとって「実力も人柄も素晴らしく大好きな先輩」で、本当の姉妹のようにかわいがってもらった。また井上とは仲良しである。
三石琴乃とは、1歳年上で感覚的に一番近くて「こうしたいよね」という意見がよく一致していた。三石の人柄について、一生懸命すぎて倒れちゃわないか心配だったくらいに頑張り屋さんであると評している。『美少女戦士セーラームーンCrystal』で三石が続投と聞いたときに素直に「やったー！」と思った。同作で水野亜美役を引き継いだ金元寿子とは他の作品で共演したことがあるが、その際に久川は「世代交代したんだから、私に気をつかわないでね。私もできるだけ代表作に『セーラームーン』を入れないようにするから」と言った。すると金元は恐縮しつつ水野亜美に対する愛を熱く語った。自身も「宝物を共有する人ができた感覚で嬉しかったです」と述べている。

## 出演
太字はメインキャラクター。

### 劇場アニメ
1990年
- CAROL（キャロル・ミュー・ダグラス）
- 魔法使いサリー（すみれ）
- 魔物ハンター妖子（真野妖子）

1991年
- ドラゴンクエスト ダイの大冒険（レオナ）

1992年
- ドラゴンクエスト ダイの大冒険 起ちあがれ!!アバンの使徒（レオナ姫）
- ドラゴンクエスト ダイの大冒険 ぶちやぶれ!!新生6大将軍（レオナ）
- 21エモン 宇宙(そら)いけ! 裸足のプリンセス（ファナ王女）

1993年
- 劇場版美少女戦士セーラームーンR（水野亜美）
- 三国志 第二部・長江燃ゆ!（子供唄声3）
- メイクアップ!セーラー戦士（水野亜美）

1994年
- 劇場版美少女戦士セーラームーンS（水野亜美）

1995年
- スペシャルプレゼント 亜美ちゃんの初恋 美少女戦士セーラームーンSuperS 外伝（水野亜美）
- 美少女戦士セーラームーンSuperS セーラー9戦士集結!ブラック・ドリーム・ホールの奇跡（水野亜美）

1998年
- MAZE☆爆熱時空 天変脅威の大巨人（ヤン・デル）

1999年
- カードキャプターさくら（ケルベロス〈仮の姿〉）
- 劇場版ポケットモンスター 幻のポケモン ルギア爆誕（ヨーデル）
- 少女革命ウテナ アドゥレセンス黙示録（薫幹）

2000年
- ああっ女神さまっ（スクルド）
- 劇場版カードキャプターさくら 封印されたカード（ケルベロス〈仮の姿〉）

2001年
- 名探偵コナン 天国へのカウントダウン（沢口ちなみ）

2002年
- 爆転シュート ベイブレード THE MOVIE 激闘!!タカオVS大地（金レイ）

2003年
- ラーゼフォン 多元変奏曲（紫東遙）

2004年
- 名探偵コナン 銀翼の奇術師（矢口真佐代）

2005年
- AIR（神尾晴子）

2007年
- 劇場版BLEACH The DiamondDust Rebellion もう一つの氷輪丸（卯ノ花烈、イン）

2008年
- 劇場版BLEACH Fade to Black 君の名を呼ぶ（卯ノ花烈）

2010年
- 映画 ハートキャッチプリキュア! 花の都でファッションショー…ですか!?（月影ゆり / キュアムーンライト）
- 劇場版“文学少女”（心葉の母）
- 魔法少女リリカルなのは The MOVIE 1st（リンディ・ハラオウン）

2011年
- 映画 プリキュアオールスターズDX3 未来にとどけ! 世界をつなぐ☆虹色の花（月影ゆり / キュアムーンライト）

2012年
- 映画 プリキュアオールスターズNewStage みらいのともだち（月影ゆり / キュアムーンライト）
- 魔法少女リリカルなのは The MOVIE 2nd A's（リンディ・ハラオウン）

2014年
- 宇宙戦艦ヤマト2199 星巡る方舟（新見薫）
- 攻殻機動隊ARISE -GHOST IN THE SHELL-（サイード博士）

2016年
- ゼーガペインADP（アーク）
- 映画ドラえもん 新・のび太の日本誕生（タイムパトロール隊員）
- 劇場版 響け！ユーフォニアム シリーズ（2016年 - 2019年、松本美知恵） - 3作品
- モンスターストライク THE MOVIE はじまりの場所へ（神倶土百合）

2017年
- 魔法少女リリカルなのは Reflection / Detonation（2017年 - 2018年、リンディ・ハラオウン） - 2部作
- 交響詩篇エウレカセブン ハイエボリューション（2017年 - 2021年、レイ・ビームス、ハルカ） - 3部作

2018年
- 映画 HUGっと!プリキュア♡ふたりはプリキュア オールスターズメモリーズ（月影ゆり / キュアムーンライト）
- ドラゴンボール超 ブロリー（ブルマ）

2020年
- KING OF PRISM ALL STARS -プリズムショー☆ベストテン-（太刀花節子）
- 思い、思われ、ふり、ふられ（朱里の母）

2021年
- サイダーのように言葉が湧き上がる（田中）
- 映画 トロピカル〜ジュ!プリキュア 雪のプリンセスと奇跡の指輪!（月影ゆり / キュアムーンライト）

2022年
- 劇場版 BanG Dream! ぽっぴん'どりーむ!（花園野々絵）
- ドラゴンボール超 スーパーヒーロー（ブルマ）
- RE:cycle of the PENGUINDRUM [後編] 僕は君を愛してる（多蕗の母）

2024年
- ゼーガペインSTA（アーク）

### OVA
1990年
- ウルトラマングラフィティ おいでよ!ウルトラの国（メル）
- 機動警察パトレイバー（加嶋由紀江 他）
- 気ままにアイドル（夏樹）
- THE八犬伝（浜路）
- スーパーリアル麻雀 麻雀バトルスクランブル（悠）
- 変幻退魔夜行 カルラ舞う! 仙台小芥子怨歌（里美）

1991年
- 恐怖新聞（中神緑子）
- 硬派銀次郎（花子）
- ここはグリーン・ウッド（由子）
- 心霊恐怖レポート うしろの百太郎（山本佳子）
- ダークキャット（高円寺愛美）
- バブルガムクライシス（リサ）
- 魍魎戦記MADARA（娘たち）

1992年
- 伝染るんです。アニメパート（ミッチー）
- 幻想叙譚エルシア（メヤード）
- 甲竜伝説ヴィルガスト（クリス）
- 新・超幕末少年世紀タカマル（1992年 - 1993年、カリン）
- ハロー張りネズミ（桂夢子）
- 万能文化猫娘（三田村ありさ）

1993年
- ああっ女神さまっ（スクルド）
- あなたが振り返るとき（華名子）
- アル・カラルの遺産（シャナ・ティーア）
- 特捜戦車隊ドミニオン（アンナ・プーナ）

1994年
- 青空少女隊（羽田みゆき）
- I・R・I・A ZEIRAM THE ANIMATION（イリア）
- 鬼切丸（萠子）
- 天使なんかじゃない（冴島翠）
- 七都市物語 〜北極海戦線〜（マリーン）
- フラッグ!（水野クミ）
- 幽幻怪社（小川ナツキ）

1995年
- アイドルプロジェクト（レイラ・B・シモンズ）
- 学校の幽霊
- ガンスミスキャッツ（ベッキー・ファーラ）
- 黄龍の耳 美那の章（伽奈子）
- 卒業 〜Graduation〜（中本静）
- 魔物ハンター妖子2（真野妖子）
- 妖精姫レーン（リーン）

1996年
- POWER DoLLS Detachment of Limited Line Service プロジェクトα（ハーディ・ニューランド）
- 結婚 〜Marriage〜（中本静）

1997年
- 銀河英雄伝説（マリーカ・フォン・フォイエルバッハ）
- でたとこプリンセス（トパーズ）
- 電脳戦隊ヴギィ'ズ★エンジェル（ヴギィ）

1998年
- ジオブリーダーズ（梅崎真紀）
- スレイヤーズえくせれんと（タチアナ＝ディワード）
- 電脳戦隊ヴギィ'ズ★エンジェル外伝進め！スーパー★エンジェルス！（ヴギィ）
- 万能文化猫娘DASH!（有吉今日子）

1999年
- ハイスクール・オーラバスター（七瀬冴子）
- 新世紀GPXサイバーフォーミュラSIN（1999年 - 2000年、彩スタンフォード）
- MASTERキートン（白麗）

2001年
- エイリアン9（久川めぐみ）
- ぷにぷに☆ぽえみぃ（我々守ななせ）

2002年
- I'll/CKBC（峰藤京子）
- .hack//Liminality（遠野京子）
- 魔法のスターマジカルエミ 雲光る（香月舞〈2代目〉）
- 名探偵コナン 古代恐竜の謎に迫れ！（ナレーション）

2003年
- サブマリン707R（ゆう）

2004年
- カレイドスター 新たなる翼 -EXTRA STAGE-「笑わない すごい お姫様」（サラ）

2005年
- 天上天下 ULTIMATE FIGHT（棗真夜）

2006年
- カレイドスター Legend of phoenix 〜レイラ・ハミルトン物語〜（サラ・デュポン）
- 鬼公子炎魔（サッちゃんの母）

2008年
- BLEACH カラブリ! 護廷十三屋台大作戦!（卯ノ花烈）

2010年
- “文学少女”メモワールII -ソラ舞う天使の鎮魂曲-（心葉の母）

2011年
- ああっ女神さまっ いつも二人で（スクルド）
- 戦場のヴァルキュリア3 誰がための銃瘡（リディア・アグーテ）

2012年
- これはゾンビですか? オブ・ザ・デッド（妄想ユー）
- 史上最強の弟子ケンイチ（鷹島千尋） - 単行本第46巻OVA付き特装版
- 乃木坂春香の秘密 ふぃな〜れ♪（乃木坂秋穂）
- わんおふ -one off-（春乃母）

2015年
- トリアージX（フィオナ・蘭・ウィンチェスター） - 単行本12巻Blu-ray付き限定版
- 這いよれ! ニャル子さんF（八坂頼子）
- ヤマノススメ セカンドシーズン（雪村恵、クロ先生） - TV未放送話

2016年
- 魔法使いの嫁 星待つひと（羽鳥晶子） - コミックス第6〜8巻アニメーションDVD付き特装版

2017年
- 宇宙戦艦ヤマト2202 愛の戦士たち（新見薫） - ODS作品
- カードキャプターさくら クリアカード編 プロローグ さくらとふたつのくま（ケルベロス）
- ヤマノススメ おもいでプレゼント（雪村恵）

### Webアニメ
2000年代
- おんたま!（2009年、カッピィ）

2010年代
- 京騒戯画（2011年、コト（???））
- 聖闘士星矢 黄金魂 -soul of gold-（2015年、リフィア）
- ベイウォーリアーズ サイボーグ（2015年、レウレ）
- 拡張少女系トライナリー（2017年、ラピスラズリ）

2020年代
- 幼女社長（2021年、ガルシアの母）

### ゲーム
1989年
- 夢幻戦士ヴァリスII（ヴァルナ）

1991年
- ドラゴンナイトII（ケイト）※PCエンジン版

1992年
- スターパロジャー（オペレーター 他）
- 卒業 〜Graduation〜（中本静）
- ドラゴンナイトIII（ケイト）※PCエンジン版
- BABEL（セフィア）
- 魔法の少女シルキーリップ（イザベラ・アリストゥル・ゲルベゾルゲ）
- 魔物ハンター妖子 〜魔界からの転校生〜（真野妖子）

1993年
- アークスI・II・III（アリサ・イルメイク・アルカサス）
- Aランクサンダー 誕生編（是久斗陽子）
- CALII（シェラザード）
- スーパーリアル麻雀PIV（悠）
- 美少女戦士セーラームーン（水野亜美）
- 美少女戦士セーラームーンR（水野亜美 / セーラーマーキュリー）
- プリンセスメーカー2（娘）※PCエンジン・セガサターン・3DO版
- 魔物ハンター妖子 〜遠き呼び声〜（真野妖子）
- メタルエンジェル（桜小路香、金麗華）

1994年
- カイザーナックル（ライザ）
- CALIII（シェラザード）
- 美少女戦士セーラームーン（水野亜美）※PCエンジン版
- 美少女戦士セーラームーン Collection（水野亜美 / セーラーマーキュリー）
- 美少女戦士セーラームーンS 今度はパズルでおしおきよ!（水野亜美）
- FRAY CD 〜サーク外伝〜（ミリアム・スイート〈ミリー〉、アルセイデス）
- 女神天国（パステル）
- LUNAR エターナルブルー（ジーン）

1995年
- エレメントボイスシリーズ(3) 久川綾 〜Forest Sways〜（久川綾） - 実写出演
- 輝水晶伝説アスタル（アントワース）
- 卒業クロスワールド（中本静）
- ソリッドフォース（エリシア・カーラント）※PCエンジン版
- 美少女戦士セーラームーン ANOTHER STORY（あみ）
- 美少女戦士セーラームーンS（セーラーマーキュリー）
- 美少女戦士セーラームーンS くるっくりん（セーラーマーキュリー）
- 美少女戦士セーラームーンS 場外乱闘!? 主役争奪戦（水野亜美 / セーラーマーキュリー）
- 美少女戦士セーラームーンSuperS ふわふわパニック（セーラーマーキュリー）
- プライベート・アイ・ドル（立花綾華）
- メタモル・パニック D♥KI D♥KI 妖魔バスターズ!!（神谷勇希）

1996年
- ありす in Cyberland（佐藤久美子）
- ゼイラムゾーン（イリア）
- 東方珍遊記 〜はーふりんぐ・はーつ!!〜（ハッカイ）
- トゥルー・ラブストーリー（本多智子）
- 美少女戦士セーラームーンSuperS 真・主役争奪戦（セーラーマーキュリー / 水野亜美）
- 美少女戦士セーラームーンSuperS 全員参加!! 主役争奪戦（セーラーマーキュリー）
- 美少女戦士セーラームーン セーラースターズ ふわふわパニック2（セーラーマーキュリー）
- ボイスパラダイス エクセラ
- リグロードサーガ2（ミュウ）
- ワルキューレの伝説 外伝 ローザの冒険（ワルキューレ）

1997年
- アルナムの翼 焼塵の空の彼方へ（ジュナ）
- エルフィンパラダイス（ジャスミン）
- クイズ美少女戦士セーラームーン（水野亜美 / セーラーマーキュリー）
- グランディア（ミオ）
- グランドレッド（キャティ・サフォード）
- この世の果てで恋を唄う少女YU-NO（武田絵里子）
- 卒業 Vacation（中本静）
- 天外魔境 第四の黙示録（アン）※セガサターン版
- パワードール2（ファン・クァンメイ）
- My Dream 〜On Airが待てなくて〜（高井綾）
- 女神天国II（パステル）
- メルティランサー Re-inforce（御堂玲華）
- ラングリッサーI&II （ジェシカ）

1998年
- イース2 サターン版（リリア）
- エーベルージュ2（メル・ブラウエン）
- 火星物語（赤の風）
- グランディア デジタルミュージアム（ミオ）
- 個人教授（龍宮寺麗美）
- 少女革命ウテナ いつか革命される物語（薫幹）
- スターオーシャン セカンドストーリー（レナ・ランフォード）
- 精霊召喚 〜プリンセス オブ ダークネス〜（シュラ）
- ソウルキャリバー（柴香華〈チャイ・シャンファ〉）
- 速攻生徒会（酒井綾）
- バトルアスリーテス大運動会 オルタナティヴ（柳田一乃）
- バーニングレンジャー（イリア・クレイン）
- プリズムコート（宗田理央）
- 悠久幻想曲 2nd Album（リオ・バクスター）
- 悠久幻想曲 ensemble（リオ・バクスター）
- ラングリッサー 〜Dramatic Edition〜（ジェシカ）
- LUNAR2 エターナルブルー（ジーン）

1999年
- アニメチックストーリーゲーム1 カードキャプターさくら（ケルベロス）
- 奏（騒）楽都市OSAKA（叶・綾）
- 闘神伝 昴（ランスロット）
- To Heart（保科智子）
- メルティランサー The 3rd Planet（御堂玲華）
- 悠久幻想曲 ensemble2（リオ・バクスター）
- LUNAR2 エターナルブルー（ジーン）

2000年
- アジト3（ネーデル神崎）
- カードキャプターさくら クロウカードマジック（ケルベロス）
- カードキャプターさくら 知世のビデオ大作戦（ケルベロス）
- テトリス with カードキャプターさくら エターナルハート（ケルベロス）
- 悠久組曲 All Star Project（リオ・バクスター）

2001年
- AIR（神尾晴子）
- キッズステーション 美少女戦士セーラームーンワールド ちびうさとたのしいまいにち（あみ / セーラーマーキュリー）
- セガガガ（羽田弥生、モゲタン）
- みんなのGOLF 3（サエ、ヒトミ）
- みんなのGOLF オンライン（サエ、ヒトミ）
- ウィークネスヒーロー トラウマン（アケーナ・ウエハース）

2002年
- あずまんがドンジャラ大王（黒沢みなも）
- ソウルキャリバーII（柴香華）
- .hackシリーズ（レイチェル）
- ロマンスは剣の輝きII（リュキア・ルースティーン）

2003年
- あずまんが大王 アドバンス（黒沢みなも）
- ヴィーナス&ブレイブス〜魔女と女神と滅びの予言〜（マユラ）
- サモンナイト3（アルディラ）
- 十二国記 -紅蓮の標 黄塵の路-（中嶋陽子）
- 白詰草話 -Episode of the Clovers-（品藤聡美）
- みんなのGOLF 4（ヒトミ）

2004年
- カードキャプターさくら〈さくらカード編〉 〜さくらとカードとおともだち〜（ケルベロス）
- 決戦III（帰蝶）
- 十二国記 -赫々たる王道 紅緑の羽化-（中嶋陽子）
- スーパーロボット大戦MX（紫東遙）
- Remember11 -the age of infinity-（内海カーリー）

2005年
- スーパーロボット大戦MX ポータブル（紫東遙）
- 卒業 〜Next Graduation〜（中本静）
- ソウルキャリバーIII（柴香華〈チャイ・シャンファ〉）
- 天地の門（ルーヤン、リーイン）
- FRONT MISSION5 Scars of the War（エミール・クラムスコイ）

2006年
- ガンパレード・オーケストラ 青の章 〜光の海から手紙を送ります〜（都綾子）
- ジョジョの奇妙な冒険 ファントムブラッド（エリナ・ペンドルトン）
- 卒業 〜2nd Generation〜（中本静）
- レッスルエンジェルス サバイバー（カンナ神威、成瀬唯）

2007年
- エースコンバット6 解放への戦火（メリッサ）
- シャイニング・フォース イクサ（メーベル）
- スーパーロボット大戦Scramble Commander the 2nd（ミラ・アッカーマン）
- Wonderland ONLINE（ジェシカ）

2008年
- ガーネットクロニクル〜紅輝の魔石〜（ファナディア）
- スーパーロボット大戦Z（レイ・ビームス）
- テイルズ オブ ヴェスペリア（ジュディス）
- drastic Killer（橘瑞穂）
- 乃木坂春香の秘密 こすぷれ、はじめました♥（乃木坂秋穂）
- Φなる・あぷろーち2 〜1st priority〜（懸樋コウ / プリンス・コウ）
- ポイズンピンク（ルナーシェ）
- 龍が如く 見参!（吉野太夫）
- レッスルエンジェルス サバイバー2（カンナ神威、成瀬唯）

2009年
- テイルズ オブ バーサス（ジュディス）

2010年
- イース -フェルガナの誓い-（シスター・ネル、デュラーン）
- .hack//Link（レイチェル、モルガナ・モード・ゴン）
- 魔法少女リリカルなのはA's PORTABLE -THE BATTLE OF ACES-（リンディ・ハラオウン）

2011年
- 英雄伝説 碧の軌跡（アリアンロード）
- 戦場のヴァルキュリア3 -Unrecorded Chronicles-（リディア・アグーテ）
- テイルズ オブ ザ ワールド レディアント マイソロジー3（ジュディス）
- 武装神姫 BATTLE MASTERS Mk.2（ブラックドラゴン型MMS ジャスティス）

2012年
- 幻想水滸伝 紡がれし百年の時（ロシェル・コレック）
- 新・光神話 パルテナの鏡（パルテナ）
- 心霊カメラ 〜憑いてる手帳〜
- スーパーロボット大戦OGサーガ 魔装機神II REVELATION OF EVIL GOD（エルシーネ・テレジア）
- 聖闘士星矢Ω アルティメットコスモ（ソニア）
- NEWラブプラス（姉ヶ崎菜々子）
- バイナリー ドメイン（フェイ・リー）
- Phantom -PHANTOM OF INFERNO-（クロウディア・マッキェネン）

2013年
- シャイニング・アーク（マイア）
- スーパーロボット大戦OGサーガ 魔装機神III PRIDE OF JUSTICE（エルシーネ・テレジア）
- 星霜のアマゾネス（リーダー）
- 桃色大戦ぱいろん（グランドシスター・ラウラ）
- Unlight（マルグリッド）
- ドラゴンタクティクス∞（エマ）

2014年
- 仮面ライダー サモンライド!（トレイナ）
- CV 〜キャスティングボイス〜（平沢亜美）
- シャリーのアトリエ 〜黄昏の海の錬金術士〜（ナディ・エルミナス）
- 白猫プロジェクト（アルザーン・ユンサル）
- 大乱闘スマッシュブラザーズ for Nintendo 3DS / Wii U（パルテナ）
- テイルズ オブ ザ ワールド レーヴ ユナイティア（ジュディス）
- 電撃文庫 FIGHTING CLIMAX（キノ）
- 名探偵コナン ファントム狂詩曲（芦原穂積）
- ロボットガールズZ ONLINE（あしゅら男爵）

2015年
- グランブルーファンタジー（2015年 - 2023年、シルヴァ、ケロちゃん）
- 白猫プロジェクト（リオーネ・ク・リオーネ）
- 第3次スーパーロボット大戦Z天獄篇（トライア・スコート）
- デジモンストーリー サイバースルゥース（岸部リエ）
- 電撃文庫 FIGHTING CLIMAX IGNITION（キノ）
- フォルティシア（スティバム、ステラ、マリア、ユルビア、リア、ノジナム、ハマメイル、ギリータ）
- ペルソナ4 ダンシング・オールナイト（落水鏡花）
- ワールド エンド エクリプス（ロベルタ）

2016年
- CLOSERS（フブキ・トウドウ）
- 神撃のバハムート（セラフ・マナリア、シルヴァ）
- 英雄伝説 空の軌跡 the 3rd Evolution（ルーシー・セイランド、第七柱）
- BLEACH Brave Souls（卯ノ花烈）

2017年
- 英雄伝説 閃の軌跡 III（アリアンロード）
- Shadowverse（魔術の始祖・マナリア、機構の弓兵）
- HIT -Heroes of Incredible Tales-（エラディム）
- プリキュア つながるぱずるん（月影ゆり / キュアムーンライト）
- 龍が如く 極2（狭山薫）

2018年
- スーパードラゴンボールヒーローズ（ブルマ〈2代目〉）
- 北斗が如く（ユリア、ライラ）
- クイズRPG 魔法使いと黒猫のウィズ（ケロちゃん）
- 電撃文庫：CROSSING VOID（キノ） - 海外向けアプリゲーム
- 英雄伝説 閃の軌跡IV -THE END OF SAGA-（アリアンロード）
- テイルズ オブ ザ レイズ（ジュディス）
- 大乱闘スマッシュブラザーズ SPECIAL（パルテナ）
- スターオーシャン:アナムネシス（レナ・ランフォード）

2019年
- カードキャプターさくら ハピネスメモリーズ（ケルベロス）
- テイルズ オブ ヴェスペリア REMASTER（ジュディス）
- 龍が如く ONLINE（狭山薫）
- スーパードラゴンボールヒーローズ ワールドミッション（ブルマ）
- ブレイドエクスロード（ライラ・エスナーク・エト）

2020年
- ドラゴンボールZ カカロット（2020年 - 2024年、ブルマ、トランクス〈赤ん坊〉、ブルマ〈未来〉、ブラ）
- Fate/Grand Order（デメテル）
- ワールドフリッパー（フィラメリア）
- ぷよぷよ!!クエスト（ケロちゃん）
- CARAVAN STORIES（バロア）

2021年
- ポケモンマスターズEX（2021年 - 2023年、カルネ）

2022年
- 東方ダンマクカグラ（純狐）
- ドラゴンボール ザ ブレイカーズ（2021年 - 2024年、ブルマ、ブラ）

2023年
- STAR OCEAN THE SECOND STORY R（レナ・ランフォード）
- ヤマノススメ Next Summit 〜あの山に、もう一度〜（雪村恵）

2024年
- レスレリアーナのアトリエ 〜忘れられた錬金術と極夜の解放者〜（ナディ）
- 原神（ちびドゥリン）
- ドラゴンボール Sparking! ZERO（ブルマ）

2025年
- BLEACH Rebirth of Souls（卯ノ花烈）
- ボンバーガール RAINBOW（シロエ）

### ドラマCD・カセット
- アイドルプロジェクト クライム♥プランニング（レイラ・B・シモンズ）
- ドラマCD Eternal Prism 01（神長瑠衣）
- 青空少女隊スペシャル〜羽田・三鷹の道中（羽田みゆき）
- アニメイトカセットコレクション 超獣機神ダンクーガ（ギャルB）
- アニメイトCDコレクション サイバーボッツ（アリエータ）
- 飯坂友佳子オリジナルアルバム YUKAKO・LAND（矢萩比奈）
- イースドラマCD 異説 〜もう一つのフェルガナ冒険記〜（PSP版イース -フェルガナの誓い-限定ドラマCD同梱版）（シスター・ネル、イザベラ）
- Weiß kreuz Dramatic Image Album III SCHWARZ I（サリー・シュマーズ）
  - Weiß kreuz Dramatic Image Album IV SCHWARZ II（サリー・シュマーズ）
- 宇宙英雄物語（ウルト、平田綾子）
- えむえむっ!（砂戸智子）
- エルフを狩るモノたち（小宮山愛理）
- 桜蘭高校ホスト部 初代ドラマCD版（藤岡ハルヒ）
- オーディオRPG 超龍戦記ザウロスナイト（ダリル）
- ドラマCD 織田信奈の野望（丹羽長秀）
- お姉ちゃんの3乗（春崎七夏）
- KAMUI（瀬能菫）
- 気象精霊記 (1) 集中豪雨の潰し方（イツミ・ハマリヤド・アマテル）
  - 気象精霊記 (2) 正しい台風の起こし方（イツミ・ハマリヤド・アマテル）
- ドラマCD ぎゃるかん（遠山百合子）
- 今日から俺はロリのヒモ!（中野夕莉[144]）
- キノの旅 ドラマCD版（キノ）
  - 学園キノ（2020年、女神さま） - 『キノの旅 -the Beautiful World- the Animated Series』BD BOX特典CD[145]
- きゃんきゃんバニーエクストラ（春菜）
- 久遠の絆 平安編（泰子）
- 極道くん漫遊記外伝2（エスメラルダ）
- シャイニング・フォース イクサ ドラマCD（メーベル）
- 新ビックリマン大百科（プッチー）
- スターオーシャン セカンドストーリーシリーズ（レナ・ランフォード）
- ストリートファイターZERO2外伝 さくら・もっとも危ない女子高生（さくら）
  - ストリートファイターZERO2 外伝II さくら・もっとも危ない文化祭（さくら）
- ドラマCD Zektbach Drama CD 〜The Diary Of Hannes〜（サーシャ）
- 聖ナル少女ノ詩 第二章（ナオ）
- 7SEEDS（神楽坂美鶴）
- ゼロイン（紋条祁雫）
- ソードワールドSFC2 いにしえの巨人伝説序章3（パーミア）
- ソード・ワールド へっぽこーずドラマCD（GM）
- 卒業&卒業II 卒業ガールズ全員集合!（中本静）
- タイム・リープ あしたはきのう（鹿島翔香）
- ちゃーみんぐ（白河茶美）
- 超幕末少年世紀タカマル シリーズ
  - 超幕末少年世紀タカマル ちゃんぽん王国国立ちゃんぽん学園大学芸会! 国をあげての大騒ぎ!でござる（夢我アル左ェ門）
  - 新・超幕末少年世紀タカマルCD劇場 めもりあるボックス 〜我ら熱風少年〜（カリン）
- TWIN SIGNAL（エモーション）
- 月と闇の戦記（コン）
- DEAR BOYS（森高麻衣）
- 停電少女と羽蟲のオーケストラ 停電刀匣（不知火）
- ドラマCD「テイルズ オブ ヴェスペリア」第1 - 5巻（ジュディス）
- ドラマCD ティンクルセイバーNOVA（藤代霧瀬）
- 天空忍伝バトルボイジャー（ミュウ）
- 天翔凰　輪廻転生篇（幸村美奈）
- 伝説の勇者の伝説（フェリス・エリス）
- 突撃!パッパラ隊（牧野マイ）
- ときめきメモリアルドラマCD（鞠川奈津江）
- ドラゴンランス戦記 カセット文庫（ローラナ）
- CDシアター ドラゴンクエストV、VI（マリア、雪の女王、ミレーユ）
- トリニティ・ブラッド（ケイト・スコット）
- ななか6/17（雨宮ゆり子）
- 鋼の錬金術師 霧のオクダーレ（モニカ）
- ハイスクール・オーラバスター（七瀬冴子）
- ステレオドラマ・パワードール（ハーディ・ニューランド）
- 棺担ぎのクロ。〜懐中旅話〜（イレーネ）
- 新世紀GPXサイバーフォーミュラ シリーズ（彩・スタンフォード）
  - 新世紀GPXサイバーフォーミュラSAGA ROUND1 明日へのフォーカス
  - 新世紀GPXサイバーフォーミュラSAGA ROUND2 マスコットギャルズ・パニック
  - 新世紀GPXサイバーフォーミュラSAGA ROUND3 トラップ・オブ・ケルベロス
  - 新世紀GPXサイバーフォーミュラSAGA ROUND4 I WILL BE BACK
  - 新世紀GPXサイバーフォーミュラ SAGAII ROUND1 真実の一瞬
  - 新世紀GPXサイバーフォーミュラ SAGAII ROUND2 ウェディング・ラプソディー
  - 新世紀GPXサイバーフォーミュラ SAGAII ROUND3 鋼鉄のマイスタージンガー
- ドラマCD フルーツバスケット（草摩由希）
- ボイス・チャレンジャー Vol.1 ―卒業編―（中本静）
- ドラマCD ホイップノート（るいせの母）
- 蓬萊学園の初恋!（女の子）
- POPS（原田薬子）
- MIND ASSASSIN（長田葉織）
- 魔法少女リリカルなのはStrikerS サウンドステージ02（リンディ・ハラオウン）
- 魔法少女リリカルなのは Reflection ドラマCD付き特別鑑賞券【フェイト&アリサ&すずか編＋ボーナストラックViVid Strike! リンネ編】（リンディ・ハラオウン）
- やえかのカルテ（朝霞鈴乃）
- 夜まで待てない。（池森春香）
- ラーメン天使プリティメンマ オリジナルドラマアルバム（鳥柄満子）
- ラブ★ゆう（神田真奈美）
- ランブルフィッシュ（深見祭理）
- 流星皇子TOMMY（流星皇子TOMMY）
- ドラマCD ローゼンメイデン ドラマCD版（桜田のり）
- CDシアター 浪漫倶楽部（橘月夜）
- ドラマCD ワルキューレの伝説外伝 ローザの冒険（ワルキューレ）

### ラジオドラマ
- 青山二丁目劇場 源氏物語（夕顔）
- イカロスの誕生日（舞羽）“青春アドベンチャー内で放送”
- 京極夏彦原作 ラジオドラマ 百器徒然袋・風（梶野美津子）
- スクランブルエッグ“岩男潤子と荘口彰久のスーパーアニメガヒットTOP10内で放送”
- ダーティペアFLASH（マヤ）
- 花の慶次（まつ）
- 「花の慶次〜雲のかなたに〜」“琉球の章”（利沙）

### デジタルコミック
- VOMIC テガミバチ（2009年、アヌ・シーイング）
- 「フルーツバスケット」音声入りまんがDVD〜旅立ちの日、再び〜（2012年、草摩由希） - 『花とゆめ』24号応募者全員サービス
- JKからやり直すシルバープラン（2021年、白石ハヤナ）[146]

### 吹き替え

#### 映画
- 禁断の蕾（リサ）
- クオ・ヴァディス（美少女リギア）
- 13日の金曜日 ジェイソンの命日（ジェシカ・キンブル〈カリ・キーガン〉） - VHS版
- スノーホワイト/白雪姫（スノーホワイト）
- ダークサマー（ブリタニー〈スーザン・ウォード〉）
- ネバーエンディング・ストーリー3（ニコール〈メロディ・ケイ〉） - ソフト版
- ハード・キャンディ（ファーン・メイヨー〈ジュディ・グリア〉）
- ハロウィンH20（モリー〈ミシェル・ウィリアムズ〉）
- ベビー・シッターズ・クラブ（ドーン・シェファー〈ラリサ・オレイニク〉）
- ホワイトクリスマス 恋しくて、逢いたくて（ユン・スジン〈キム・ヒョンジュ〉）
- マペットの宝島
- モーリス（クリケットの見物客〈ヘレナ・ボナム＝カーター〉） - テレビ東京版
- 我が心のオルガン - （ウニ〈イ・ミヨン〉）
- レオン（マチルダ〈ナタリー・ポートマン〉） - DVD・ビデオ・完全旧録版

#### ドラマ
- ウェイワード・パインズ 出口のない街 シーズン2（レベッカ・イェドリン〈ニトラト・カウル〉）
- ウルトラマンパワード（ジュリー・ヤング〈ロビン・ブライリー〉）
- エルモのクリスマス（ゾーイ）※スペシャル版
- ジム・ヘンソンのストーリーテラー（リディア〈ガブリエル・アンウォー〉）
- ミッキーマウス60周年記念（アリソン・ロサティ）
- ブルース・リー伝説（リンダ〈マイケル・ラング〉）
- 世にも不思議なアメージング・ストーリー（ジニー・ジェームス）

#### アニメ
- 悪魔バスター★スター・バタフライ（クイーン・ムーン・バタフライ）
- アラジンの大冒険（サリーン）
- スター・ウォーズ ドロイドの大冒険（オーレン・ヨム[147]） - DVD版
- パパはグーフィー（ローズ）
- 101匹わんちゃん（アニタ・ラドクリフ）

### ラジオ
- アミューズメントパーティー・ファーストアベニュー
- 小学生チャレンジ放送局
- 久川綾のSHINY NIGHT
- 久川綾のパジャマナイト
- 久川綾のMORE MORE IMPRESSION
- MAGUMIと綾のGステーションXXX
- ラジオ de クロスオーバー
- ラジオマシュランボー
- ニコニコ音泉たまご!

### 特撮
- 烈車戦隊トッキュウジャー（2014年、ノア夫人の声[148]）
- 烈車戦隊トッキュウジャー THE MOVIE ギャラクシーラインSOS（2014年、ノア夫人の声[149]）
- 行って帰ってきた烈車戦隊トッキュウジャー 夢の超トッキュウ7号（2015年、ノア夫人の声）
- 烈車戦隊トッキュウジャーVSキョウリュウジャー THE MOVIE（2015年、ノア夫人の声[150]）
- 手裏剣戦隊ニンニンジャーVSトッキュウジャー THE MOVIE 忍者・イン・ワンダーランド（2016年、望月ノア千代女の声）
- THE ウルトラ伝説（ナレーター）TBSビデオ

### 実写
- まっ昼ま王!!・濡れてにアワー!!（テレビ朝日：1994年11月3日） - 美少女戦士セーラームーンチームとして出演
- キンキンのとことん好奇心お正月スペシャル（テレビ朝日：1996年） - 三石琴乃ら声優とともに出演。
- 渋谷でチュッ!（テレビ東京：1998年） - ゲスト出演
- アニメ声優でおめでとう（テレビ東京：2002年） - 爆転シュート ベイブレード2002の番宣でくまいもとこと一緒に出演。
- TVチャンピオン（テレビ東京：2005年9月15日）・アキバ王決定戦 - 井上喜久子ら声優とともに出演。
- 番宣部長（AT-X：2007年4月）
- 平成生まれ3000万人! そんなコト考えた事なかったクイズ（ABC制作・テレビ朝日：2018年8月28日） - ナレーション

### CM
- 海腹川背
- 新・光神話 パルテナの鏡（パルテナ）
- スターオーシャン ブルースフィア
- 卒業 〜Graduation〜（中本静）
- ドラゴンボールZ×花王「ベジータの新たなる戦い」（ブルマ）[151][152][153]
- 八雲さんは餌づけがしたい。（八雲柊子）

### パチンコ
- CRフィーバースター・ウォーズ ダース・ベイダー降臨（ザム・ウェセル）
- CRフィーバーキャプテンハーロック（有紀螢）
- CRセクシーフォール（オリビア・フェニックス）
- CRミニスカポリス2（あかねポリス）

### その他コンテンツ
- 毎日放送 ど人生（『小林さん家のクルマ』『招かれた女』[154]）
- 長い長い殺人（財布：ナレーション）
- スペース・マウンテン（アナウンス）
- 三菱エレベーター（旧機種、グランディ以前の機種、エレペットアドバンスVのアナウンス）
- ハートキャッチプリキュア! ミュージカルショー（月影ゆり / キュアムーンライト）
- パイオニア製カーナビのアナウンス
- アマノ製の駐車券精算機アナウンス
- コミック版マシュランボー 3Dサウンドスペシャルドラマ（コヤクモ）
- 珍説桃太郎伝説（小百合、かぐや姫ほか声の出演）ハドソンビデオ
- Clock over ORQUESTA（春海一十（少年）[155]）
- ボイスドラマ 燈の守り人～幻想夜話～（江埼灯台[156]）
- 燈の守り人 灯台音声ガイド 兵庫県淡路市 江埼灯台（ナビゲ－ター）[156]

## ディスコグラフィ

### シングル
| 枚                                | 発売日                            | タイトル                          | 規格品番                          | 最高位                            |
| キングレコード / スターチャイルド | キングレコード / スターチャイルド | キングレコード / スターチャイルド | キングレコード / スターチャイルド | キングレコード / スターチャイルド |
| --------------------------------- | --------------------------------- | --------------------------------- | --------------------------------- | --------------------------------- |
| 1st                               | 1994年6月22日                     | 頑張る私が好き                    | KIDA-83                           | 圏外                              |
| バップ                            |                                   |                                   |                                   |                                   |
| 2nd                               | 1994年7月1日                      | Sunday                            | VPDG-20560                        | 59位                              |
| 3rd                               | 1994年12月1日                     | 青い空を抱きしめたい              | VPDG-20581                        | 54位                              |
| 日本コロムビア                    |                                   |                                   |                                   |                                   |
| 4th                               | 1995年7月21日                     | ため息が眠らない                  | CODC-688                          | 93位                              |
| バップ                            |                                   |                                   |                                   |                                   |
| 5th                               | 1996年2月1日                      | この遊歩道が終わるまでに          | VPDG-20648                        | 64位                              |
| 6th                               | 1996年7月1日                      | 月と太陽のめぐり                  | VPCG-82239                        | 85位                              |
| 7th                               | 1997年12月21日                    | 心まで抱きしめられたら            | VPCG-82108                        | 圏外                              |
| 8th                               | 1998年8月21日                     | これは これで ありかな なんて…    | VPCG-82109                        | 圏外                              |

### アルバム

#### オリジナルアルバム
| 枚     | 発売日         | タイトル            | 規格品番   | 最高位 |
| バップ | バップ         | バップ              | バップ     | バップ |
| ------ | -------------- | ------------------- | ---------- | ------ |
| 1st    | 1993年12月21日 | AYA〜時間を紡いで〜 | VPCG-84216 | 81位   |
| 2nd    | 1995年3月1日   | Hi-Ka-Ri            | VPCG-84247 | 30位   |
| 3rd    | 1996年3月1日   | for you for me      | VPCG-84272 | 30位   |
| 4th    | 1998年3月1日   | wish                | VPCG-84641 | 圏外   |
| 5th    | 1999年3月17日  | 約束                | VPCG-84674 | 圏外   |

#### ミニアルバム
| 枚                   | 発売日        | タイトル     | 規格品番     | 最高位       |
| 日本クラウン         | 日本クラウン  | 日本クラウン | 日本クラウン | 日本クラウン |
| -------------------- | ------------- | ------------ | ------------ | ------------ |
| 1st                  | 1993年3月21日 | 華奢         | CRCP-15005   | 圏外         |
| アニメージュレコード |               |              |              |              |
| 2nd                  | 1995年7月21日 | Fantasy      | TKCA-71677   | 85位         |

#### サウンドトラックアルバム
| 枚               | 発売日           | タイトル         | 規格品番         | 最高位           |
| ポニーキャニオン | ポニーキャニオン | ポニーキャニオン | ポニーキャニオン | ポニーキャニオン |
| ---------------- | ---------------- | ---------------- | ---------------- | ---------------- |
| 1st              | 1997年1月8日     | MARCHING AYA     | PCCG-00366       | 80位             |

#### コンピレーションアルバム
| 枚     | 発売日        | タイトル | 規格品番     | 最高位 |
| バップ | バップ        | バップ   | バップ       | バップ |
| ------ | ------------- | -------- | ------------ | ------ |
| 1st    | 1997年3月1日  | PORTRAIT | VPCG-84627   | 76位   |
| 2nd    | 2000年2月21日 | decade   | VPCG-84693/5 | 圏外   |

#### ベストアルバム
| 枚     | 発売日        | タイトル          | 規格品番   | 最高位 |
| バップ | バップ        | バップ            | バップ     | バップ |
| ------ | ------------- | ----------------- | ---------- | ------ |
| 1st    | 2011年5月18日 | ゴールデン☆ベスト | VPCC-84175 | 圏外   |

#### ライブアルバム
| 枚     | 発売日         | タイトル    | 規格品番     | 最高位 |
| バップ | バップ         | バップ      | バップ       | バップ |
| ------ | -------------- | ----------- | ------------ | ------ |
| 1st    | 1998年12月21日 | LIVE!! 1998 | VPCG-84665/6 | 圏外   |

### ビデオ・LD
- AYA MAIL
- AYA MAIL 2 青い空を抱きしめたい
- AYA MAIL 3 AYA FIRST LIVE
- AYA MAIL 1×2
- AYA MAIL 4 過ぎ去りし悲しみたちへ
- 久川綾の着ぐるみ大運動会
- 久川綾LIVE AT AKASAKA BLITZ
- 久川綾 Live Act Vol.2 “気分転換”

### タイアップ
| 楽曲                           | タイアップ                                                                           | 時期   |
| ------------------------------ | ------------------------------------------------------------------------------------ | ------ |
| 頑張る私が好き                 | 東宝オリジナル・ビデオ・アニメ『魔物ハンター妖子5 光陰覇王の乱』主題歌               | 1994年 |
| Sunday                         | RKB毎日放送『久川綾のパジャマナイト』テーマソング                                    | 1994年 |
| だいじょーぶっっ!!             | OVA『埼玉暴走最前線 フラッグ! 死にものぐるいの青春!!』エンディングテーマ             | 1994年 |
| 青い空を抱きしめたい           | RKB毎日放送『久川綾のパジャマナイト』テーマソング                                    | 1994年 |
| 青い空を抱きしめたい           | 日本テレビ系『いつみても波瀾万丈』エンディングテーマ                                 | 1994年 |
| DREAM OF YOU                   | OVA『黄龍の耳』エンディングテーマ                                                    | 1995年 |
| Shiny Day                      | 文化放送系ラジオ『久川綾のシャイニーナイト』オープニングテーマ                       | 1995年 |
| ため息が眠らない               | バンダイPlaydia V テーマソング                                                       | 1995年 |
| この遊歩道が終わるまでに       | 文化放送系ラジオ『久川綾のシャイニーナイト』エンディングテーマ                       | 1996年 |
| 月と太陽のめぐり               | 日本テレビ系テレビアニメ『ルパン三世 トワイライト☆ジェミニの秘密』エンディングテーマ | 1996年 |
| 遥かな風                       | 日本テレビ系テレビアニメ『ルパン三世 トワイライト☆ジェミニの秘密』挿入歌             | 1996年 |
| 心まで抱きしめられたら         | 文化放送系ラジオ『久川綾のシャイニーナイト』エンディングテーマ                       | 1997年 |
| HAPPY BIRTHDAY TO LOVE         | 文化放送系ラジオ『久川綾のシャイニーナイト』エンディングテーマ                       | 1997年 |
| これは これで ありかな なんて… | 文化放送系ラジオ『久川綾のシャイニーナイト』エンディングテーマ                       | 1998年 |

### キャラクターソング
| 発売日   | 商品名                                                                            | 歌 | 楽曲                                     | 備考                                                             |
| 1992年   | 1992年                                                                            | 1992年 | 1992年                                   | 1992年                                                           |
| -------- | --------------------------------------------------------------------------------- | --- | ---------------------------------------- | ---------------------------------------------------------------- |
| 7月1日   | 美少女戦士セーラームーン 〜愛はどこにあるの？〜                                   | 火野レイ（富沢美智恵）、水野亜美（久川綾） | 「ほっとけないよ」                       | テレビアニメ『美少女戦士セーラームーン』関連曲                   |
| 7月1日   | 美少女戦士セーラームーン 〜愛はどこにあるの？〜                                   | 月野うさぎ（三石琴乃）、火野レイ（富沢美智恵）、水野亜美（久川綾）                                                                                             | 「月にかわっておしおきよ」               | テレビアニメ『美少女戦士セーラームーン』関連曲                   |
| 11月21日 | 美少女戦士セーラームーン 〜In Another Dream〜                                     | 水野亜美（久川綾） | 「Someday...Somebody...」                | テレビアニメ『美少女戦士セーラームーン』関連曲                   |
| 1993年   |                                                                                   | |                                          |                                                                  |
| 6月1日   | 美少女戦士セーラームーンR 〜未来へ向かって〜                                      | 水野亜美（久川綾） | 「同じ涙を分け合って」                   | テレビアニメ『美少女戦士セーラームーンR』関連曲                  |
| 12月1日  | Moon Revenge/I am セーラームーン                                                  | セーラー戦士 | 「Moon Revenge」                         | 劇場アニメ『劇場版 美少女戦士セーラームーンR』エンディングテーマ |
| 12月1日  | Moon Revenge/I am セーラームーン                                                  | セーラー戦士 | 「I am セーラームーン」                  | 劇場アニメ『メイクアップ!セーラー戦士』エンディングテーマ        |
| 1994年   |                                                                                   | |                                          |                                                                  |
| 3月1日   | 恋人にはなれないけど                                                              | 水野亜美（久川綾） | 「恋人にはなれないけど」                 | テレビアニメ『美少女戦士セーラームーンR』関連曲                  |
| 10月1日  | タキシード・ミラージュ/愛の戦士                                                   | セーラー戦士 | 「タキシード・ミラージュ」               | テレビアニメ『美少女戦士セーラームーンS』エンディングテーマ      |
| 1995年   |                                                                                   | |                                          |                                                                  |
| 12月1日  | 美少女戦士セーラームーンSuperS Christmas For You                                  | セーラー戦士 | 「赤鼻のトナカイ」 「きよしこの夜」      | テレビアニメ『美少女戦士セーラームーンSuperS』関連曲             |
| 12月1日  | 美少女戦士セーラームーンSuperS Christmas For You                                  | 水野亜美（久川綾） | 「ジングルベル」                         | テレビアニメ『美少女戦士セーラームーンSuperS』関連曲             |
| 1996年   |                                                                                   | |                                          |                                                                  |
| 1月20日  | もっともっとRadical Fight!                                                        | エンジェルス | 「もっともっとRadical Fight!」           | ラジオドラマ『電脳戦隊ヴギィ'ズ★エンジェル』テーマソング         |
| 11月1日  | セーラームーン・クリスマス                                                        | セーラー戦士 | 「セーラームーン・クリスマス」           | テレビアニメ『美少女戦士セーラームーンセーラースターズ』関連曲   |
| 12月21日 | あしたもまた自転車                                                                | 水野亜美（久川綾） | 「あしたもまた自転車」                   | テレビアニメ『美少女戦士セーラームーン セーラースターズ』関連曲  |
| 1998年   |                                                                                   | |                                          |                                                                  |
| 5月28日  | 少女革命ウテナ いつか革命される物語                                               | 天上ウテナ（川上とも子）、姫宮アンシー（渕崎ゆり子）、桐生冬芽（子安武人）、有栖川樹璃（三石琴乃）、薫幹（久川綾）、西園寺莢一（草尾毅）、鳳暁生（小杉十郎太） | 「鳳学園校歌」                           | テレビアニメ『少女革命ウテナ』関連曲                             |
| 2013年   |                                                                                   | |                                          |                                                                  |
| 4月10日  | 邪名曲たち〜「這いよれ!ニャル子さん」クトゥルーカバーミニアルバム〜               | 八坂頼子（久川綾） | 「PSI-missing」                          | テレビアニメ『這いよれ! ニャル子さん』関連曲                     |
| 8月28日  | THIS LOVE                                                                         | ベルダンディー（井上喜久子）、ウルド（冬馬由美）、スクルド（久川綾）                                                                                           | 「THIS LOVE 〜三女神mix〜」              | OVD『ああっ女神さまっ』関連曲                                    |
| 8月28日  | THIS LOVE                                                                         | スクルド（久川綾） | 「THIS LOVE 〜スクルドmix〜」            | OVD『ああっ女神さまっ』関連曲                                    |
| 2014年   |                                                                                   | |                                          |                                                                  |
| 8月27日  | 烈車戦隊トッキュウジャー キャラクターソングス シャドーライン                      | ノア夫人（久川綾） | 「ノア ノア ノアール」                   | テレビドラマ『烈車戦隊トッキュウジャー』関連曲                   |
| 2015年   |                                                                                   | |                                          |                                                                  |
| 1月28日  | ONE PIECE ニッポン縦断! 47クルーズCD in 福岡                                      | ローラ（久川綾） | 「WEDDING VOWS」                         | テレビアニメ『ONE PIECE』関連曲                                  |
| 2021年   |                                                                                   | |                                          |                                                                  |
| 3月9日   | Clock over ORQUESTA First season BATTLE Vol.10 春海一十【pastoso －パストーソ－】 | 春海一十（山路和弘、久川綾） | 「祈願」                                 | 『Clock over ORQUESTA』関連曲                                    |
| 3月9日   | Clock over ORQUESTA First season BATTLE Vol.10 春海一十【pastoso －パストーソ－】 | 春海一十（久川綾） | 「サイハテの十壱車両（Never↓and ver.）」 | 『Clock over ORQUESTA』関連曲                                    |
| 2022年   |                                                                                   | |                                          |                                                                  |
| 11月2日  | QUATELLA                                                                          | 春海一十（久川綾） | 「十壱番線浪漫」                         | 『Clock over ORQUESTA』関連曲                                    |
| 11月30日 | Vanishing Point 〜GRANBLUE FANTASY〜                                              | シルヴァ（久川綾）、ソーン（皆口裕子） | 「Vanishing Point」                      | ゲーム『グランブルーファンタジー』関連曲                         |
| 11月30日 | Vanishing Point 〜GRANBLUE FANTASY〜                                              | シルヴァ（久川綾） | 「Vanishing Point」                      | ゲーム『グランブルーファンタジー』関連曲                         |
| 2024年   |                                                                                   | |                                          |                                                                  |
| 5月15日  | Clock over ORQUESTA Second season BATTLE Vol.2 『ｐ － ピアノ －』                | 春海一十（久川綾） | 「いばらの願い」                         | 『Clock over ORQUESTA』関連曲                                    |

## 書籍
- おはよっ、ピースケ―P-SUKE MY LOVE（絵本）
- AYAか・る・と―à ya carte（エッセイ）
- VIVACE（写真集）
- おやすみ、ピースケ―P-SUKE FOREVER（絵本）